# إدنا أنهالت
إدنا أنهالت (بالإنجليزية: Edna Anhalt)‏ هي منتجة أفلام وكاتبة سيناريو أمريكية، ولدت في 10 أبريل 1914 في نيويورك في الولايات المتحدة، وتوفيت في 1987.

## وصلات خارجية
- إدنا أنهالت على موقع IMDb (الإنجليزية)
- إدنا أنهالت على موقع ألو سيني (الفرنسية)
- إدنا أنهالت على موقع أول موفي (الإنجليزية)
- إدنا أنهالت على موقع قاعدة بيانات الأفلام السويدية (السويدية)
- إدنا أنهالت على موقع قاعدة بيانات الفيلم (الإنجليزية)
- إدنا أنهالت على موقع كينوبويسك (الروسية)